# Classe Najin
La classe Najin è una classe di fregate leggere (o corvette secondo un'altra classificazione), composta da due unità entrate in servizio nei primi anni 1970 per la Marina militare del popolo coreano.
Le Najin sono tra le più grandi unità navali da combattimento di superficie mai costruite nei cantieri della Corea del Nord. Le due unità fungono da navi ammiraglie per le due flotte (quella del Mar del Giappone e quella del Mar Giallo) in cui sono suddivise le unità navali nordcoreane.

## Caratteristiche
Lo scafo delle Najin è lungo fuori tutto 100 metri, largo 10 metri e con un pescaggio di 2,7 metri, per un dislocamento a pieno carico di 1.500 tonnellate; il design generale ricorda quello delle vecchie fregate classe Kola dell'Unione Sovietica. La propulsione è assicurata da due motori Diesel per una potenza di 15.000 hp e una velocità massima di 25 nodi. L'apparato sensoristico si basa su un impianto radar "Slim Net" da ricerca aerea e un impianto sonar Tamir-11 di origine sovietica. L'equipaggio ammonta a circa 180 tra ufficiali e marinai.
L'armamento di artiglieria originario si basa su due cannoni da 100 mm posizionati in torrette singole una a prua e una a poppa, due impianti binati di cannoni antiaerei da 57 mm collocati sempre uno a prua e uno a poppa dietro le torri dell'artiglieria, e sei impianti binati di mitragliere antiaeree da 25 mm collocati sulle sovrastrutture lungo le fiancate; l'armamento missilistico comprende due lanciatori collocati a centro nave per missili superficie-superficie P-15, mentre l'armamento anti-sommergibili si basa su due mortai e due lanciatori per bombe di profondità. Vi è inoltre la possibilità di imbarcare fino a 30 mine.
Almeno una unità è stata oggetto di un parziale ammodernamento nel corso degli anni 2010, che ha visto lo sbarco degli impianti binati da 57 mm e degli obsoleti missili P-15 in favore dell'installazione al loro posto, rispettivamente, di due impianti automatici tipo CIWS da 30 mm e di due lanciatori quadrinati per missili antinave Kh-35; anche l'apparato sensoristico dovrebbe essere stato aggiornato, per quanto non è noto con che tipologia di apparecchiature.
In generale le Najin non sono unità particolarmente ben riuscite: problemi di vario tipo le hanno costrette a trascorrere più tempo ferme in cantiere che in mare, e in generale il loro valore bellico è abbastanza ridotto.